# Iota Geminorum
Désignations
Iota Geminorum (ι Geminorum / ι Gem) est une étoile géante de la constellation des Gémeaux. Elle a une magnitude apparente de 3,79 et une magnitude absolue de 0,94.
Iota Geminorum est une étoile géante jaune de type spectral G9IIIb. D'après la mesure de sa parallaxe annuelle par le satellite Hipparcos, l'étoile est distante de 120 années-lumière de la Terre. Elle s'éloigne du Système solaire à une vitesse radiale de +7,4 km/s.

## Nomenclature
ι Geminorum, latinisé Iota Geminorum, est la désignation de Bayer de l'étoile. Elle porte également la désignation de Flamsteed de 60 Geminorum.
Elle est parfois appelée Propus, un nom qu'elle partage avec η et 1 Gem. Le 20 juillet 2016, l'Union astronomique internationale a formellement attribué le nom de Propus pour η Geminorum.
En astronomie chinoise, l'étoile fait partie de l'astérisme Wuzhuhou, représentant un groupe de cinq seigneurs.

## Dans la fiction
Les Tribbles, espèce de l'univers de fiction Star Trek viennent de la quatrième planète du système solaire de Iota Geminorum.